# Ali (film)
Pour les articles homonymes, voir Ali.
Pour plus de détails, voir Fiche technique et Distribution.
Ali est un film américain réalisé par Michael Mann, sorti en 2001.

## Description

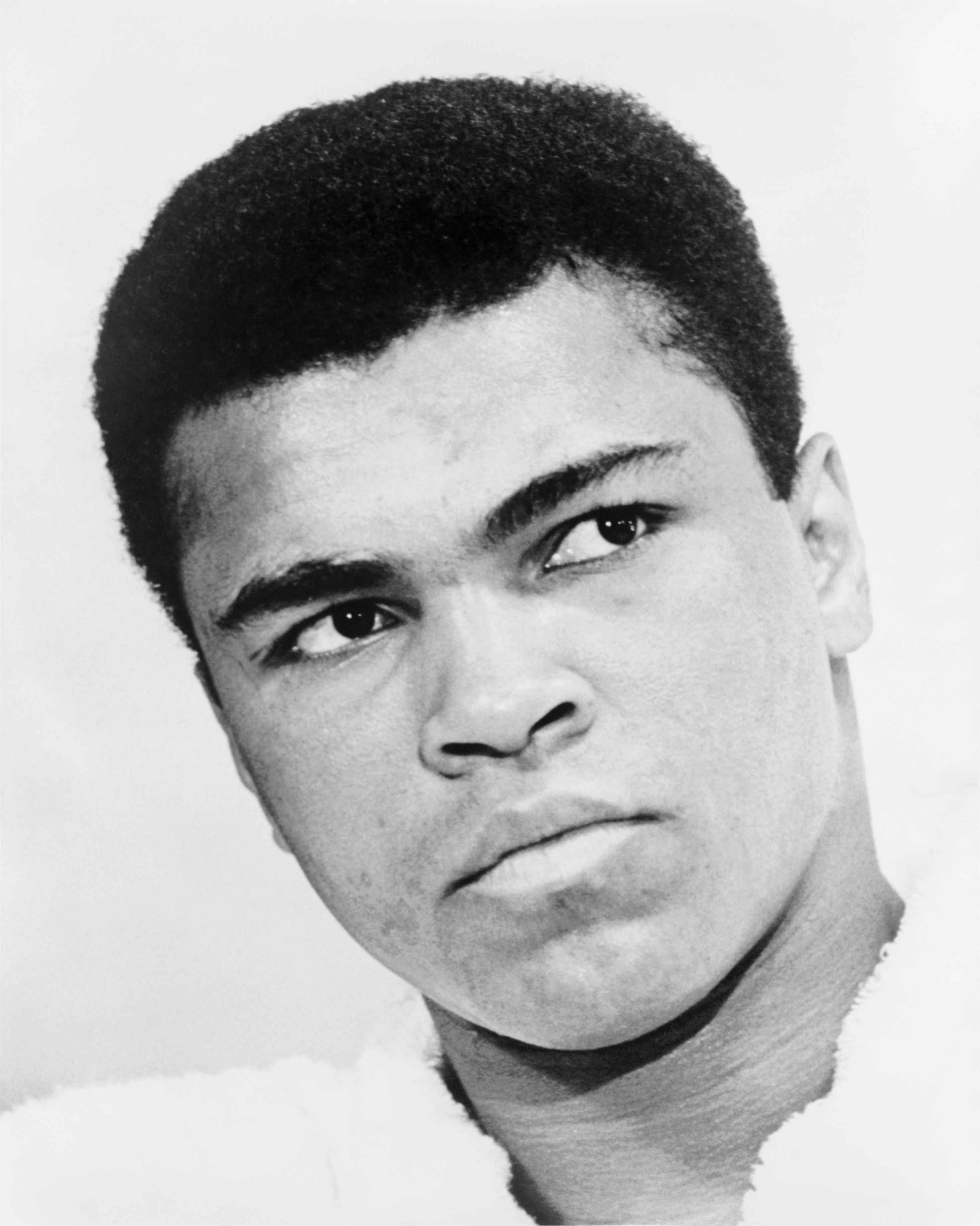
Mohamed Ali

La vie du boxeur américain Mohamed Ali, de sa victoire historique sur le champion du monde Sonny Liston en 1964 jusqu'au célèbre combat contre George Foreman en 1974 à Kinshasa, The Rumble in the Jungle.
En marge de sa carrière sportive de l'époque, le film retrace l'engagement de celui qui changera de nom pour « Mohamed Ali » (son nom de naissance était Cassius Clay) aux côtés du mouvement Nation of Islam et ses relations avec le militant des droits de l'homme Malcolm X.

## Fiche technique
- Titre : Ali
- Réalisation : Michael Mann
- Scénario : Stephen J. Rivele, Christopher Wilkinson, Eric Roth et Michael Mann, d'après une histoire de Gregory Allen Howard
- Musique : Lisa Gerrard et Pieter Bourke
- Photographie : Emmanuel Lubezki
- Costumes : Marlene Stewart
- Décors : John Myhre
- Montage : William Goldenberg, Stephen Rivkin, Lynzee Klingman
- Production : Jon Peters, James Lassiter, Paul Ardaji, Michael Mann, A. Kitman Ho (en)
- Sociétés de production : Columbia Pictures Corporation, Forward Pass Productions, Initial Entertainment Group (IEG), Moonlighting Films, Overbrook Entertainment, Peters Entertainment, Picture Entertainment
- Sociétés de distribution : Columbia Pictures et BAC Films
- Budget : 107 000 000 $[1]
- Langue originale : anglais
- Genre : biographie, drame sportif
- Durée : 157 minutes, version director's cut : 165 minutes
- Dates de sortie[2] :
  - États-Unis et Canada : 25 décembre 2001
  - France : 27 février 2002

## Distribution
- Will Smith (VF : Jean-Paul Pitolin ; VQ : Pierre Auger) : Cassius Clay, Jr. / Mohamed Ali
- Jon Voight (VQ : Marc Bellier) : Howard Cosell
- Jamie Foxx (VF : Christophe Peyroux ; VQ : Benoit Éthier) : Drew « Bundini » Brown
- Mario Van Peebles (VF : Lucien Jean-Baptiste ; VQ : Jean-Luc Montminy) : Malcolm X
- Ron Silver (VQ : Hubert Fielden) : Angelo Dundee
- Joe Morton (VF : Jean-Michel Martial ; VQ : Jean-Marie Moncelet) : Chauncey Eskridge
- Jeffrey Wright (VF : Dominik Bernard ; VQ : Manuel Tadros) : Howard Bingham
- Mykelti Williamson (VQ : Sébastien Dhavernas) : Don King
- Nona Gaye (VQ : Johanne Garneau) : Belinda Ali
- Jada Pinkett Smith (VF : Annie Milon ; VQ : Camille Cyr-Desmarais) : Sonji
- Wade Williams : lieutenant Jerome Claridge
- Bruce McGill : Bradley
- Charles Shufford : George Foreman
- James Toney : Joe Frazier
- Michael Bentt (VQ : Louis-Philippe Dandenault) : Sonny Liston
- Barry Shabaka Henley (VF : Peter King ; VQ : François L'Écuyer) : Jabir Herbert Muhammad
- Giancarlo Esposito (VQ : Alain Zouvi) : Cassius Clay, Sr.
- LeVar Burton : Martin Luther King, Jr.

Sources et légendes : Version française (VF) sur AlloDoublage ; Version québécoise (VQ) sur Doublage Québec.

## Production

### Genèse et développement
La première version du script, écrite par Stephen J. Rivele et Christopher Wilkinson, contient initialement 200 pages et parcourt la vie de Mohamed Ali, de son enfance jusqu'aux années 2000. Leur travail est ensuite révisé par Michael Mann et Eric Roth.
Ancien entraîneur de Mohamed Ali, Angelo Dundee a servi de consultant pour le film.

### Attribution des rôles
Will Smith a suivi un entraînement intensif et pris 17,5 kg pour ce rôle. Selon l'acteur, le plus dur a été de capter la mentalité et l'intensité d'un des plus grands boxeurs de tous les temps.
Charles Shufford, qui joue George Foreman, est un boxeur professionnel. Michael Mann lui a demandé de ne pas retenir ses coups.
Jada Pinkett, qui joue le rôle de Sonji, épouse d'Ali, est également l'épouse de Will Smith dans la vie.

### Tournage
Le tournage a eu lieu à Accra (Ghana), Maputo (Mozambique), Afrique du Sud et aux États-Unis (Chicago, Houston, Key Biscayne, Los Angeles, Miami, New York et Whittier),.

### Musique

#### Original Soundtrack
| Liste des titres | Liste des titres         | Liste des titres             | Liste des titres | Liste des titres | Liste des titres | Liste des titres | Liste des titres | Liste des titres | Liste des titres |
| No               | Titre                    | Interprètes                  | Durée            |                  |                  |                  |                  |                  |                  |
| ---------------- | ------------------------ | ---------------------------- | ---------------- | ---------------- | ---------------- | ---------------- | ---------------- | ---------------- | ---------------- |
| 1.               | The World's Greatest     | R. Kelly                     |                  |                  |                  |                  |                  |                  |                  |
| 2.               | Fight                    | Alicia Keys                  |                  |                  |                  |                  |                  |                  |                  |
| 3.               | Hold On                  | R. Kelly                     |                  |                  |                  |                  |                  |                  |                  |
| 4.               | A Change is Gonna Come   | Al Green                     |                  |                  |                  |                  |                  |                  |                  |
| 5.               | Ain't No Way             | Aretha Franklin              |                  |                  |                  |                  |                  |                  |                  |
| 6.               | Sometines                | Bilal                        |                  |                  |                  |                  |                  |                  |                  |
| 7.               | 20 Dollars               | Angie Stone                  |                  |                  |                  |                  |                  |                  |                  |
| 8.               | For Your Precious Love   | Truth Hurts                  |                  |                  |                  |                  |                  |                  |                  |
| 9.               | Bring It On Home To Me   | David Elliot                 |                  |                  |                  |                  |                  |                  |                  |
| 10.              | The Greatest             | Everlast                     |                  |                  |                  |                  |                  |                  |                  |
| 11.              | Mistreated               | Shawn Kane                   |                  |                  |                  |                  |                  |                  |                  |
| 12.              | Tomorrow                 | Salif Keïta                  |                  |                  |                  |                  |                  |                  |                  |
| 13.              | All Along The Watchtower | The Watchtower Four          |                  |                  |                  |                  |                  |                  |                  |
| 14.              | Odessa                   | Martin Tillman               |                  |                  |                  |                  |                  |                  |                  |
| 15.              | See The Sun              | Lisa Gerrard & Pieter Bourke |                  |                  |                  |                  |                  |                  |                  |
| 68:39            |                          |                              |                  |                  |                  |                  |                  |                  |                  |

#### Original Soundtrack II
| Liste des titres | Liste des titres           | Liste des titres             | Liste des titres | Liste des titres | Liste des titres | Liste des titres | Liste des titres | Liste des titres | Liste des titres |
| No               | Titre                      | Interprètes                  | Durée            |                  |                  |                  |                  |                  |                  |
| ---------------- | -------------------------- | ---------------------------- | ---------------- | ---------------- | ---------------- | ---------------- | ---------------- | ---------------- | ---------------- |
| 1.               | Set Me Free                | Dungeon East & Whild Peach   | 3:42             |                  |                  |                  |                  |                  |                  |
| 2.               | As The Years Go Passing By | Mighty Joe Young             | 4:42             |                  |                  |                  |                  |                  |                  |
| 3.               | That's How If Feels        | The Soul Clan                | 3:35             |                  |                  |                  |                  |                  |                  |
| 4.               | Sleeper                    | Lisa Gerrard & Pieter Bourke | 3:04             |                  |                  |                  |                  |                  |                  |
| 5.               | Papa                       | Salif Keïta                  | 4:58             |                  |                  |                  |                  |                  |                  |
| 6.               | Time Flies Away            | Lisa Gerrard & Pieter Bourke | 2:14             |                  |                  |                  |                  |                  |                  |
| 7.               | Adagio                     | Lisa Gerrard & Pieter Bourke | 2:32             |                  |                  |                  |                  |                  |                  |
| 8.               | That's What You Always Do  | Lisa Gerrard & Pieter Bourke | 1:55             |                  |                  |                  |                  |                  |                  |
| 9.               | Ceremony                   | Martin Tillman               | 4:19             |                  |                  |                  |                  |                  |                  |
| 10.              | Black Attack               | Lisa Gerrard & Pieter Bourke | 1:20             |                  |                  |                  |                  |                  |                  |
| 11.              | Sanni Kegniba              | Salif Keïta                  | 7:54             |                  |                  |                  |                  |                  |                  |
| 40:10            |                            |                              |                  |                  |                  |                  |                  |                  |                  |

## Accueil

### Box-office
Le film est un échec au box-office. Avec un budget estimé à 107 000 000 $, il n'a rapporté que 87 millions de dollars
| Pays ou région    | Box-office        | Date d'arrêt du box-office | Nombre de semaines |
| ----------------- | ----------------- | -------------------------- | ------------------ |
| États-Unis Canada | 58 203 105 $      | 14 février 2002            | 7                  |
| France            | 1 035 360 entrées |                            |                    |
| Mondial           | 87 812 729 $      | -                          | -                  |

## Distinctions principales
Source et distinctions complètes : Internet Movie Database

### Récompenses
- BET Awards 2002 : meilleur acteur pour Will Smith
- Black Reel Awards 2002 : meilleure bande originale, meilleur acteur dans un second rôle pour Jamie Foxx, meilleure actrice dans un second rôle pour Nona Gaye, meilleur scénario

### Nominations
- Oscars 2002 : meilleur acteur pour Will Smith, meilleur acteur dans un second rôle pour Jon Voight
- Golden Globes 2002 : meilleur acteur dans un film dramatique pour Will Smith, meilleur acteur dans un second rôle pour Jon Voight, meilleure musique de film pour Pieter Bourke et Lisa Gerrard

## Erreurs
- Dans le premier combat contre Sonny Liston, le commentateur appelle plusieurs fois le jeune challenger « Ali », alors qu'il s'appelle toujours Cassius Marcellus Clay. Le champion n'a affirmé son changement de nom qu'à la fin du match.
- Quand Ali prend place dans le cockpit de l'avion l'emmenant en Afrique, c'est dans le vol qui le conduit vers le Zaïre pour le combat du siècle, vol d'Air Zaïre affrété par Mobutu et non vers l'Afrique australe, comme présenté dans le film.
- Après exactement 1h12 minutes et 25 secondes de film, quand Ali pénètre dans une boutique en pleine nuit, sous la neige, pour retrouver Chauncey (Joe Morton), on peut voir un cadreur (ou en tout cas une personne de l’équipe de tournage avec une caméra à la main) sur le côté droit de l’image . On aperçoit cette personne à l’image (une partie de son bras, ses mains gantées et la lourde caméra qu’il soulève) durant 3 secondes, jusqu’à 1 h 12 minutes et 28 secondes de film; elle sort du champ grâce à un « cut » sur le visage, filmé en téléobjectif, de Joe Morton. Connaissant le côté très minutieux et scrupuleux , quasi perfectionniste même , de Michael Mann dans son travail(Johnny Depp s’en était plaint sur le tournage de « Public Enemies », affirmant que Mann était « obsédé par les détails des détails »), on peut légitimement penser que ce cut un peu brusque sur le visage de l’acteur Joe Morton a été fait pour dissimuler au mieux l’apparition de ce membre de l’équipe technique dans la scène. En effet, le dialogue qui s’établit entre Chauncey (Joe Morton) et Ali (Will Smith) dans cette scène montre, avec de nombreux champs / contre champs à des échelles variées (plus ou moins rapprochés des visages des 2 protagonistes de la scène) que les 2 hommes sont bien censés être seuls dans ce lieu - pas de client ou de membre de l’équipe d’Ali n’est censé être présent. Les 3 secondes où l’on aperçoit cet homme à droite de l’image, sortant de nulle part, sont donc inexplicables par le scénario. La suite de la scène montre l’enchaînement de la conversation entre les 2 hommes, comme si de rien n’était. Sans plus aucune trace du mystérieux homme aux gants et à la caméra !